# Silvastella
Silvastella is een geslacht van rechtvleugeligen uit de familie krekels (Gryllidae). De wetenschappelijke naam van dit geslacht is voor het eerst geldig gepubliceerd in 1992 door Desutter-Grandcolas.

## Soorten
Het geslacht Silvastella omvat de volgende soorten:
- Silvastella epiplatys Nischk & Otte, 2000
- Silvastella fuscofasciata Desutter-Grandcolas, 1992
- Silvastella grahamae Desutter-Grandcolas, 1992